# Christoph Bernhard von Twickel
Christoph Bernhard von Twickel (* 28. August 1654 in Havixbeck; † 16. April 1719 ebenda) war Geheimrat und Amtsdroste im Amt Rheine-Bevergern.

## Leben
Christoph Bernhard von Twickel wurde in eine alte Adelsfamilie hineingeboren, die ihren Ursprung in den Niederlanden hatte und ab dem 12. Jahrhundert in Vreden auftauchte.
Er heiratete am 27. Juli 1678 Anna Franziska Sybilla Droste zu Senden (1649–1730). Aus der Ehe gingen die Kinder Ernst Friedrich, Johann Wilhelm, Johann Rudolf und Jobst Matthias hervor.
Christoph Bernhard wurde in seinem Elternhaus Haus Havixbeck und am Hofe des Landesherrn erzogen. Mit dem Erhalt der Tonsur am 17. Dezember 1667 wurde er auf ein geistliches Amt vorbereitet. In den Jahren 1672 bis 1674 war er Kompanieführer im Leibregiment des Fürstbischofs Christoph Bernhard von Galen während des Holländischen Kriegs. Er war auch Teilnehmer am Pfälzischen Erbfolgekrieg gegen Frankreich. Am 15. Januar 1678 war er zunächst beigeordneter Amtsdroste des Amtes Rheine-Bevergern. Ein Jahr später zum Amtsdrosten bestallt, machte er sich beim Ausbau der Verkehrswege sowie bei der Erschließung und Nutzung von Bodenschätzen verdient. Im folgenden Jahr wurde er zur Münsterschen Ritterschaft aufgeschworen. Am 19. Juli 1708 wurde er zum Reichsfreiherr ernannt. In den Jahren 1718 bis 1719 gehörte er zu den Unterstützern der Wittelsbacher bei der Besetzung der Bischofsstühle in den nordwestdeutschen Bistümern. Sein Sohn Johann Rudolf war sein Nachfolger im Amt des Drosten von Rheine-Bevergern.